# Grand Prix-wegrace van Finland 1976
De Grand Prix-wegrace van Finland 1976 was de negende race van het wereldkampioenschap wegrace-seizoen 1976. De races werden verreden op 1 augustus 1976 op het stratencircuit Imatra (Zuid-Finland).

## Algemeen
Voorafgaand aan de Grand Prix van Finland probeerde de sociaaldemocratische partij de Zuid-Afrikaanse coureurs Alan North en Jon Ekerold het starten - zonder succes - te beletten vanwege de Apartheidspolitiek.

### Geluidskeuring
De FIM had geluidsnormen vastgesteld, maar omdat die te laat bekend waren gemaakt werden ze pas vanaf de Grand Prix van België gehandhaafd. Er was feitelijk maar één motorfiets waarbij problemen ontstonden: de viertakt-MV Agusta 350 4C. De tweetaktmotoren konder zonder problemen uitlaatdempers monteren, maar de MV Agusta verloor enorm veel vermogen. In België en later ook in de Grand Prix van Zweden reed de 350cc-klasse niet, waardoor er geen probleem was. De Finse organisatie werd dus als eerste geconfronteerd met de problemen van MV Agusta. De geluidskeuring werd vervolgens een farce, waarbij de organisatie alles in het werk stelde om MV Agusta tegemoet te komen. Eerst was het de bedoeling de geluidskeuring over te slaan, maar dat kon reglementair niet. Men accepteerde vervolgens een valse opgave van de boring/slagverhouding van het team, terwijl die toch vrij algemeen bekend was: 54 x 38 mm. Daardoor werd de meting bij een bepaalde gecorrigeerde zuigersnelheid uitgevoerd bij 7000 tpm, terwijl dat 10.000 tpm had moeten zijn. De meting kwam uit op 113 dB(A), net onder de norm, en MV Agusta claimde een vermogensverlies van 3 pk.

### Slicks
In Finland besloot de organisatie vanwege dreigend slecht weer slicks voor alle klassen te verbieden, zowel in de trainingen als in de races. Johnny Cecotto gebruikte ze desondanks tijdens de kwalificatie voor de 350cc-klasse, maar kreeg daarvoor 3 strafseconden waardoor hij op de 10e startplaats werd gezet.

## 500 cc
Door het ontbreken van Barry Sheene leek de 500cc-race een open gevecht te worden, maar Pat Hennen liet alle concurrenten kansloos. Hij leidde van start tot finish, won met 23 seconden voorsprong en werd de eerste Amerikaan in de geschiedenis die een wedstrijd in het wereldkampioenschap wegrace won. Teuvo Länsivuori had misschien nog tegenstand kunnen bieden, maar had een niet werkende voorrem. Ook Giacomo Agostini kreeg tegen het einde problemen met zijn remmen, waardoor Länsivuori zelfs toch nog tweede kon worden. De strijd om de derde plaats was spannend, tussen Philippe Coulon, John Newbold, Marco Lucchinelli en Marcel Ankoné, tot die laatste ook zonder remmen de pit moest opzoeken. Philippe Coulon werd uiteindelijk derde.

### Uitslag van 500 cc
| Pos | Coureur           | Merk   | Tijd       | Punten    |
| --- | ----------------- | ------ | ---------- | --------- |
| 1   | Pat Hennen        | Suzuki | 48' 27" 0  | 15        |
| 2   | Teuvo Länsivuori  | Suzuki | +23" 0     | 12        |
| 3   | Philippe Coulon   | Suzuki | +33" 4     | 10        |
| 4   | John Newbold      | Suzuki | +33" 8     | 8         |
| 5   | Marco Lucchinelli | Suzuki | +34" 5     | 6         |
| 6   | Dieter Braun      | Suzuki | +50" 8     | 5         |
| 7   | Jack Findlay      | Suzuki | +1' 13" 5  | 4         |
| 8   | Christian Estrosi | Suzuki | +1' 58" 6  | 3         |
| 9   | Pekka Nurmi       | Yamaha | +1 ronde   | 2         |
| 10  | Karl Auer         | Yamaha | +1 ronde   | 1         |
| 11  | Bernard Fau       | Yamaha | +1 ronde   |           |
| 12  | Rob Bron          | Yamaha | +1 ronde   |           |
| 13  | Børge Nielsen     | Yamaha | +1 ronde   |           |
| 14  | Kimmo Kopra       | Yamaha | +2 ronden  |           |
| 15  | Bo Granath        | Yamaha | +11 ronden |           |
| DNF | Giacomo Agostini  | Suzuki | remmen     |           |
| DNF | Marcel Ankoné     | Suzuki | remmen     |           |
| DNF | Boet van Dulmen   | Suzuki |            |           |
| DNF | Stu Avant         | Suzuki | val        |           |
| DNF | Virginio Ferrari  | Suzuki |            |           |
| DNF | Alex George       | Yamaha | val        |           |
| DNF | Johnny Bengtsson  | Suzuki |            |           |
| DNF | Tom Herron        | Suzuki |            |           |
| DNF | Chas Mortimer     | Suzuki |            |           |
| DNF | Edmar Ferreira    | Suzuki |            |           |
| DNF | Charlie Dobson    | Yamaha |            |           |
| DNF | Etienne Geerard   | Yamaha |            |           |
| DNF | Aari Heikkila     | Yamaha |            |           |
| DNF | Takazumi Katayama | Yamaha |            |           |
| DNF | Risto Makinen     | Yamaha |            |           |
| DNS | Barry Sheene      | Suzuki | startgeld  | startgeld |

## 350 cc
Alle pogingen van de Finse organisatoren om de MV Agusta 350 4C op min of meer illegale wijze door de geluidskeuring te loodsen bleken achteraf zinloos. De machine bleek hopeloos onbetrouwbaar en ook in Finland viel Giacomo Agostini er door ontstekingsproblemen mee uit. Walter Villa leidde van start tot finish en de strijd om de tweede plaats ging tussen Tom Herron en Dieter Braun, wiens Morbidelli-motor nu in een frame van Nico Bakker hing. Uiteindelijk ging de tweede plaats naar Braun en de derde naar Herron, maar de race werd eigenlijk gemaakt door Chas Mortimer, die na een slechte start sterk opklom. In de 10e ronde had hij nog 16 seconden achterstand op het duo Braun-Herron, maar aan de finish lag hij nog maar ruim 2 seconden achter Herron. Zijn vierde plaats werd wel beloond: Mortimer nam de leiding in het wereldkampioenschap 350 cc over van Johnny Cecotto, die al in de eerste ronde gevallen was.

### Uitslag van 350 cc
| Pos | Coureur             | Merk              | Tijd        | Punten      |
| --- | ------------------- | ----------------- | ----------- | ----------- |
| 1   | Walter Villa        | Harley-Davidson   | 47' 49" 1   | 15          |
| 2   | Dieter Braun        | Bakker-Morbidelli | +26" 2      | 12          |
| 3   | Tom Herron          | Yamaha            | +27" 0      | 10          |
| 4   | Chas Mortimer       | Maxton-Yamaha     | +29" 6      | 8           |
| 5   | Bruno Kneubühler    | Yamaha            | +39" 0      | 6           |
| 6   | Gérard Choukroun    | Yamaha            | +39" 8      | 5           |
| 7   | Jon Ekerold         | Yamaha            | +42" 0      | 4           |
| 8   | Víctor Palomo       | Yamaha            | +43" 4      | 3           |
| 9   | John Dodds          | Yamaha            | +43" 8      | 2           |
| 10  | Patrick Fernandez   | Yamaha            | +57" 7      | 1           |
| 11  | Jean-François Baldé | Yamaha            | +1' 01" 5   |             |
| 12  | Olivier Chevallier  | Yamaha            | +1' 13" 6   |             |
| 13  | Marcel Ankoné       | Yamaha            | +1' 16" 9   |             |
| 14  | Karl Auer           | Yamaha            | +1' 34" 4   |             |
| 15  | Pekka Nurmi         | Yamaha            | +1' 43" 3   |             |
| 16  | Timo Marala         | Yamaha            | +1 ronde    |             |
| DNF | Giacomo Agostini    | MV Agusta         | ontsteking  | ontsteking  |
| DNF | Johnny Cecotto      | Yamaha            | val         |             |
| DNF | Alex George         | Yamaha            |             |             |
| DNF | Philippe Coulon     | Yamaha            | opgave      |             |
| DNF | Tapio Virtanen      | MZ                |             |             |
| DNF | Pentti Korhonen     | Yamaha            |             |             |
| DNF | Charlie Williams    | Yamaha            |             |             |
| DNF | Alan North          | Yamaha            |             |             |
| DNF | Leif Gustafsson     | Yamaha            | val         |             |
| DNF | Eero Hyvärinen      | Yamaha            |             |             |
| DNF | Toni Mang           | Yamaha            |             |             |
| DNF | Jack Findlay        | Yamaha            |             |             |
| DNS | Patrick Pons        | Yamaha            | blessure    | blessure    |
| DNS | Philippe Bouzanne   | Yamaha            | blessure    | blessure    |
| DNQ | Takazumi Katayama   | Yamaha            | motorschade | motorschade |

## 250 cc
In de 250cc-race ging Pentti Korhonen 5 ronden lang aan de leiding, tot hij werd ingehaald door Takazumi Katayama. Beiden werden echter weer ingehaald door Walter Villa die een comfortabele voorsprong opbouwde en de race won. Achter dit drietal werd gestreden door Tom Herron, Tapio Virtanen (MZ) en Gianfranco Bonera. Virtanen en Bonera vielen op de nog natte baan, maar Bonera wist zich goed te herstellen. Hij reed de snelste ronde en wist zelfs nog derde te worden.

### Uitslag van 250 cc
| Pos | Coureur             | Merk            | Tijd       | Punten     |
| --- | ------------------- | --------------- | ---------- | ---------- |
| 1   | Walter Villa        | Harley-Davidson | 46' 45" 4  | 15         |
| 2   | Takazumi Katayama   | Yamaha          | +33" 9     | 12         |
| 3   | Gianfranco Bonera   | Harley-Davidson | +43" 8     | 10         |
| 4   | Pentti Korhonen     | Yamaha          | +44" 2     | 8          |
| 5   | Tom Herron          | Yamaha          | +49" 1     | 6          |
| 6   | Dieter Braun        | Yamaha          | +51" 5     | 5          |
| 7   | John Dodds          | Yamaha          | +1' 21" 8  | 4          |
| 8   | Patrick Fernandez   | Yamaha          | +1' 35" 5  | 3          |
| 9   | Jean-François Baldé | Yamaha          | +1' 43" 3  | 2          |
| 10  | Henk van Kessel     | Yamaha          | +1' 55" 5  | 1          |
| 11  | Olivier Chevallier  | Yamaha          | +1' 55" 8  |            |
| 12  | Etienne Geeraerd    | Yamaha          | +2' 19" 6  |            |
| 13  | Ken Nemoto          | Yamaha          | +1 ronde   |            |
| 14  | Jon Ekerold         | Yamaha          | +1 ronde   |            |
| 15  | Peter Baláž         | Yamaha          | +1 ronde   |            |
| DNF | Harald Bartol       | Yamaha          |            |            |
| DNF | Víctor Palomo       | Yamaha          |            |            |
| DNF | Chas Mortimer       | Yamaha          |            |            |
| DNF | Gérard Choukroun    | Yamaha          |            |            |
| DNF | Bruno Kneubühler    | Yamaha          | krukas     |            |
| DNF | Hans Müller         | Yamaha          |            |            |
| DNF | Pekka Nurmi         | Yamaha          | uitlaat    |            |
| DNF | Mati Rainup         | MZ              |            |            |
| DNF | Alex George         | Yamaha          |            |            |
| DNF | Markku Matikainen   | Yamaha          |            |            |
| DNF | Hans Hallberg       | Yamaha          |            |            |
| DNF | Tapio Virtanen      | MZ              | ontsteking | ontsteking |

## 125 cc
Na zijn val in de 50cc-race moest Ángel Nieto zijn 125cc-machine meteen na de start aan de kant zetten door een uitgelopen big-end. Omdat hij de enige was van wie verwacht werd dat hij tegenstand kon bieden aan Pier Paolo Bianchi, kon deze zonder problemen naar de overwinning rijden. De strijd om de tweede plaats tussen Gert Bender met zijn eigenbouw Bender en Henk van Kessel met zijn Condor werd afgebroken toen een achterblijver in de weg reed. Daardoor raakte van Kessel het contact kwijt en moest hij genoegen nemen met de derde plaats.

### Uitslag van 125 cc
| Pos | Coureur                | Merk       | Tijd            | Punten          |
| --- | ---------------------- | ---------- | --------------- | --------------- |
| 1   | Pier Paolo Bianchi     | Morbidelli | 46' 27" 8       | 15              |
| 2   | Gert Bender            | GB Bender  | +53" 5          | 12              |
| 3   | Henk van Kessel        | Condor     | +54" 5          | 10              |
| 4   | Jean-Louis Guignabodet | Morbidelli | +1' 11" 3       | 8               |
| 5   | Paolo Pileri           | Morbidelli | +1' 17" 7       | 6               |
| 6   | Stefan Dörflinger      | Morbidelli | +1' 44" 8       | 5               |
| 7   | Toni Mang              | Morbidelli | +1' 47" 7       | 4               |
| 8   | Per-Edvard Carlson     | Morbidelli | +2' 14" 2       | 3               |
| 9   | Matti Kinnunen         | Maico      | +2' 15" 7       | 2               |
| 10  | Eugenio Lazzarini      | Morbidelli | +2' 36" 9       | 1               |
| 11  | Julien van Zeebroeck   | Morbidelli | +2' 37" 3       |                 |
| 12  | Hans Hallberg          | Yamaha     | +1 ronde        |                 |
| 13  | Xaver Tschannen        | Maico      | +1 ronde        |                 |
| 14  | Hans Müller            | Yamaha     | +1 ronde        |                 |
| 15  | Hans-Jürgen Hummel     | Yamaha     | +1 ronde        |                 |
| 16  | Per Zachrisson         | Yamaha     | +1 ronde        |                 |
| 17  | Matti Mäkilä           | Yamaha     | +1 ronde        |                 |
| 18  | Jaakko Koskinen        | Yamaha     | +1 ronde        |                 |
| 19  | Peter Frohnmeyer       | Nava-DRS   | +2 ronden       |                 |
| 20  | Markku Matikainen      | Maico      | +9 ronden       |                 |
| DNF | Jan Ubels              | Buton      |                 |                 |
| DNF | Harald Bartol          | Morbidelli |                 |                 |
| DNF | Rolf Blatter           | Maico      | val             |                 |
| DNF | Auno Hakkala           | Yamaha     | val             |                 |
| DNF | Lennart Lundgren       | Yamaha     |                 |                 |
| DNF | Horst Seel             | Seel       |                 |                 |
| DNF | Pantti Salonen         | Yamaha     |                 |                 |
| DNF | Ángel Nieto            | Bultaco    | drijfstanglager | drijfstanglager |
| DNS | Cees van Dongen        | Morbidelli | krukas          |                 |

## 50 cc
In de natte race in Finland ging Ángel Nieto aanvankelijk aan de leiding, maar hij kreeg onverwacht tegenstand van de Belg Julien van Zeebroeck. Die had inmiddels net als Herbert Rittberger een Van Veen-Kreidler motorblok gekregen. Misschien sneed men zich bij Van Veen daardoor wel in de vingers, want van Zeebroeck wist de race te winnen. Nieto schakelde een versnelling te veel terug waardoor hij ten val kwam, Ulrich Graf reed zo'n beetje de hele race op de tweede plaats en Eugenio Lazzarini werd derde. Herbert Rittberger werd slechts vierde.

### Uitslag van 50 cc
| Pos | Coureur                | Merk              | Tijd      | Punten |
| --- | ---------------------- | ----------------- | --------- | ------ |
| 1   | Julien van Zeebroeck   | Van Veen-Kreidler | 33' 44" 2 | 15     |
| 2   | Ulrich Graf            | Kreidler          | +6" 7     | 12     |
| 3   | Eugenio Lazzarini      | UFO-Morbidelli    | +32" 8    | 10     |
| 4   | Herbert Rittberger     | Van Veen-Kreidler | +1' 00" 7 | 8      |
| 5   | Hans-Jürgen Hummel     | Kreidler          | +1' 30" 2 | 6      |
| 6   | Theo Timmer            | Kreidler          | +1' 33" 3 | 5      |
| 7   | Rolf Blatter           | Kreidler          | +1' 34" 9 | 4      |
| 8   | Cees van Dongen        | Kreidler          | +2' 09" 6 | 3      |
| 9   | Gerrit Strikker        | Kreidler          | +2' 14" 9 | 2      |
| 10  | Günter Schirnhofer     | Kreidler          | +2' 17" 8 | 1      |
| 11  | Juup Bosman            | Kreidler          | +2' 30" 4 | 1      |
| 12  | Aldo Pero              | Kreidler          | +2' 36" 5 |        |
| 13  | Jean-Louis Guignabodet | ABF               | +2' 39" 5 |        |
| 14  | Ingo Emmerich          | Kreidler          | +3' 03" 0 |        |
| 15  | Robert Lavér           | Kreidler          | +1 ronde  |        |
| 16  | Pierre Audry           | ABF               | +1 ronde  |        |
| 17  | Oscar Ekstrand         | Delta             | +1 ronde  |        |
| DNF | Ángel Nieto            | Bultaco           | val       |        |
| DNF | Engelbert Kip          | Kreidler          |           |        |
| DNF | Stefan Dörflinger      | Kreidler          |           |        |
| DNF | Rudolf Kunz            | Kreidler          |           |        |

1932 · 1948 · 1949 · 1950 · 1951 · 1952 · 1953 · 1954 · 1955 · 1956 · 1957 · 1958 · 1959 · 1960 · 1961 · 1962 · 1963 · 1964 · 1965 · 1966 · 1967 · 1968 · 1969 · 1970 · 1971 · 1972 · 1973 · 1974 · 1975 · 1976 · 1977 · 1978 · 1979 · 1980 · 1981 · 1982